# Deutsche Meisterschaften 1937
Als Deutsche Meisterschaft(en) 1937 oder DM 1937 bezeichnet man folgende Deutsche Meisterschaften, die im Jahr 1937 stattgefunden haben: 
- Deutsche Eishockey-Meisterschaft 1937
- Deutsche Fechtmeisterschaften 1937
- Deutsche Meisterschaft im Feldhockey 1937 (Herren)
- Deutsche Leichtathletik-Meisterschaften 1937
- Deutsche Schwimmmeisterschaften 1937
- Deutsche Turnmeisterschaften 1937
- Deutsche Turnvereinsmeisterschaft 1937
- Deutsches Meisterschaftsrudern 1937
- Deutsche Tischtennis-Meisterschaft 1937